# 维河 (迪沃河支流)
维河（法語：Vie，法語發音：[vi] ⓘ）是法国诺曼底大区奥恩省与卡尔瓦多斯省的河流，是迪沃河的右支流，长66.9千米，发源自梅尼勒于贝尔-昂内姆，于比耶维尔-凯蒂耶维尔流入迪沃河。